# Trolejbusy w Igławie

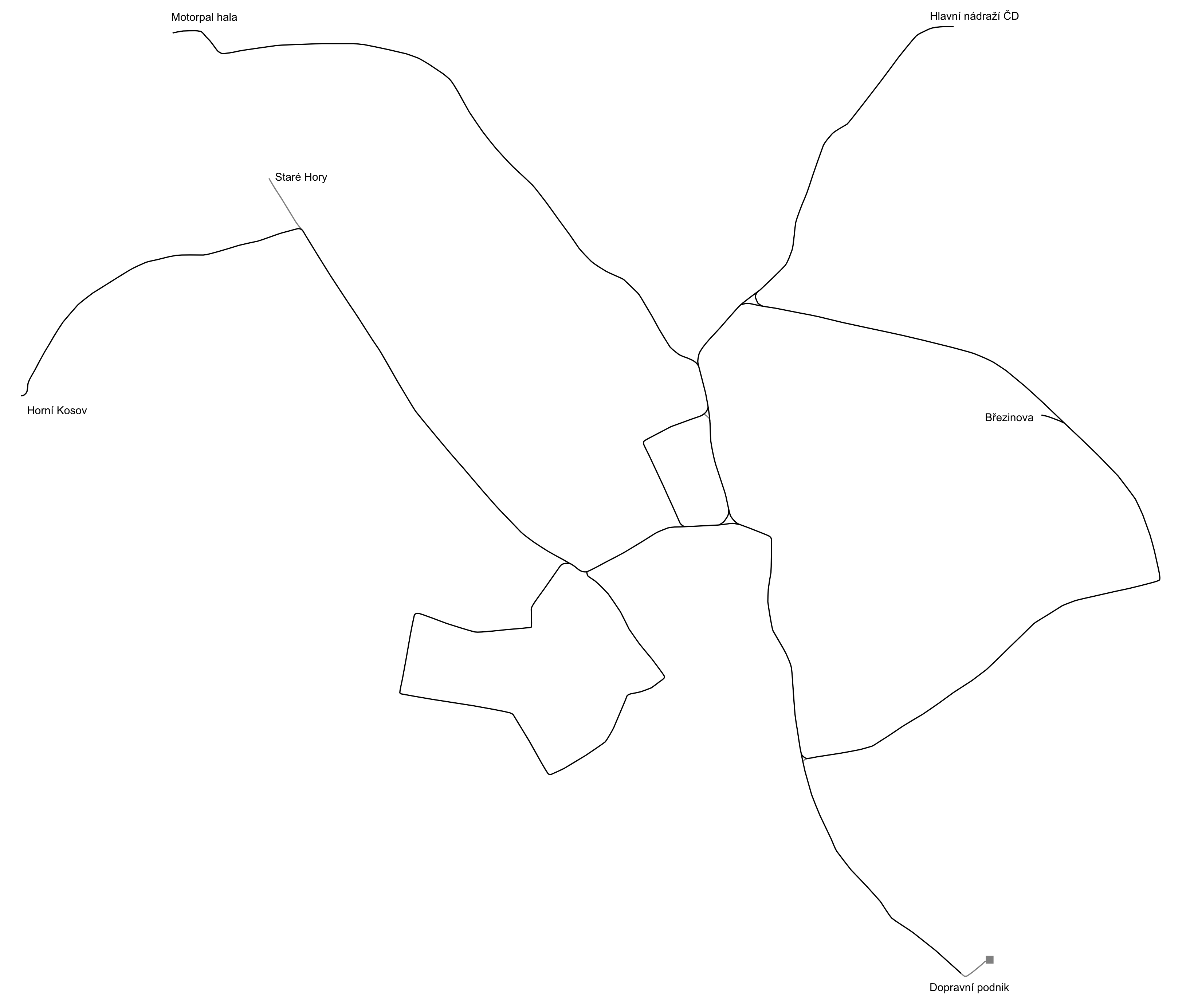
Schemat sieci trolejbusowej

Trolejbusy w Igławie − system komunikacji trolejbusowej działający w czeskim mieście Igława.

## Historia
Budowę pierwszej linii trolejbusowej rozpoczęto w 1947. Trasę tę otwarto 19 grudnia 1948. Linia trolejbusowa połączyła dworzec kolejowy z Náměstí Míru w centrum miasta. Miesiąc wcześniej wstrzymano kursowanie tramwajów na tej trasie. Do obsługi linii zakupiono 6 trolejbusów Vetra/ČKD TB-51. Jako zajezdnię trolejbusową wykorzystywano dawną zajezdnię tramwajową. W 1951 otwarto trasę trolejbusową do Starých Hor. W latach 1951−1954 do miasta dostarczono 9 trolejbusów typu Škoda 7Tr. W 1953 otwarto trasę do Lidické kolonie. Wraz z rosnącą liczbą trolejbusów stara zajezdnia zaczęła być za mała w związku z tym rozpoczęto budowę nowej zajezdni w południowej części miasta. Początkowo otwarcie zajezdni miało nastąpić w 1961, lecz otwarcie nastąpiło dopiero w 1964. W tym samym roku zlikwidowano dotychczasową zajezdnię. W 1965 wybudowano trasę z centrum miasta do Handlových dvorů. W 1973 otwarto linię trolejbusową od Handlových dvorů przez Březinovy Sady do linii trolejbusowej w pobliżu dawnej zajezdni trolejbusowej. Po tej inwestycji przez kolejne 15 lat układ sieci nie uległ zmianom:
- A: Nádraží – Brtnická (zajezdnia)
- B: Nádraží – centrum – Dům zdraví – Nádraží
- C: Handlovy dvory – Staré Hory
- D: Autobusové nádraží – nemocnice – Handlovy dvory – Autobusové nádraží

Dodatkowo funkcjonowały linie B1 i D1, które kursowały w przeciwną stronę niż linie B i D.
W tym czasie wycofano z eksploatacji trolejbusy Škoda 7Tr, a w ich miejsce wprowadzono do eksploatacji trolejbusy Škoda 8Tr i Škoda 9Tr. Od 1982 rozpoczęto dostawy trolejbusów Škoda 14Tr. W połowie lat 80. XX w. rozpoczęto budowę linii trolejbusowej do końcówki Motorpal. Budowę tej trasy zakończono na początku lat 90. XX w. Do końcówki Motorpal skierowano linię E. 30 kwietnia 1997 wycofano z eksploatacji ostatnie trolejbusy serii Škoda 9Tr.

## Linie
Obecnie w mieście istnieje 7 linii trolejbusowych:
- A: Dopravní podnik - Hlavní nádraží ČD
- B: Na Dolech - Hlavní nádraží ČD
- C: Horní Kosov - Březinova
- D: Poliklinika - Hlavní nádraží ČD

- E: Motorpal hala - Masarykovo náměstí
- F: Poliklinika - Dopravní podnik
- N: Hlavní nádraží ČD - S. K. Neumanna - Dopravní podnik - Hlavní nádraží ČD

## Tabor
Obecnie w eksploatacji znajdują się 39 trolejbusów:
- Škoda 32Tr SOR − 10 trolejbusów
- Škoda 26Tr Solaris − 23 trolejbusy
- Škoda 24Tr Irisbus − 6 trolejbusów